# Hassan Koeman Sesay
Hassan Koeman Sesay (sinh ngày 5 tháng 9 năm 1981 ở Freetown, Sierra Leone) là một cầu thủ bóng đá người Sierra Leone. Sesay cũng chơi cho đội tuyển bóng đá quốc gia Sierra Leone, anh cũng ra sân trong một trận ở vòng loại cúp bóng đá thế giới 2010. Anh bắt đầu sự nghiệp cùng đội bóng địa phương Real Republicans ở giải vô địch quốc gia Sierra Leone. Anh có một vài mùa giải chơi ở đây sau đó chuyển tới Goderich United sau đó là FC Kallon và Al-Nasr trước khi tới Việt Nam.